# Dow AgroSciences
Dow AgroSciences LLC est une filiale en propriété exclusive de la société Dow Chemical Company qui produit des spécialités chimiques pour l'agriculture, notamment des pesticides, ainsi que des semences et des solutions biotechnologiques. La société, qui emploie plus de huit mille personnes, est présente dans cinquante pays. Son siège se situe à Indianapolis (Indiana, États-Unis).
Dow AgroSciences commercialise ses produits sous différentes marques, dont Sentricon, Vikane, Mycogen, SmartStax, Pfister Seed, Phytogen, Prairie Brand Seed, Profume, Renze Seeds et Triumph Seed.

## Activité
Le 31 janvier 2006, Dow AgroSciences a annoncé qu'elle avait reçu l'approbation réglementaire délivré par le Center for Veterinary Biologics de l'USDA pour le premier vaccin produit par des cellules végétales transgéniques contre le virus de la maladie de Newcastle. 
Dow AgroSciences produit également des huiles de colza et de tournesol riches en acides gras oméga-9,.
En octobre 2011, le ministère américain de la Justice a annoncé qu'un spécialiste en biotechnologie travaillant chez Cargill avait reconnu avoir volé des informations provenant de Cargill et de Dow AgroSciences. On a découvert qu'un ressortissant chinois, Kexue Huang, avait transmis des informations vers la Chine à partir de Dow pendant au moins trois années, de 2007 à 2010.
L'Enlist Weed Control System, système proposé par Dow AgroSciences qui comprend des semences modifiées génétiquement pour résister à l'herbicide Enlist, également produit par Dow AgroSciences, est depuis 2014 en phase d'approbation. Dow AgroSciences a obtenu l'enregistrement de son herbicide « Arylex Active » (Halauxifène-méthyle) par l'Institut chinois pour le contrôle des produits agrochimiques relevant du ministère de l'Agriculture (ICAMA).

## Controverses et condamnations
- En date du 5 avril 2012 et 6 mars 2014, une notification de grief du Conseil de la concurrence (France) a été adressée aux sociétés Dow Agrosciences  distribution,  Dow  Agrosciences, Dow Agrosciences B.V. et Dow Agrosciences LLC «pour des pratiques d’entente généralisée portant sur les prix de revente des distributeurs, contraires aux articles L.420-1 du code de commerce et 101 du TFUE»[8].
- Le 29 novembre 2019, le tribunal administratif de Nice (France) annule deux décisions de l'Agence nationale de sécurité sanitaire de l'alimentation, de l'environnement et du travail (ANSES) autorisant la mise sur le marché français de "Closer" et "Transform" contenant la substance active sulfoxaflor, commercialisés par la société Dow AgroSciences SAS, en raison de leur dangerosité sur les insectes pollinisateurs[9]., alors que l'EPA étend son usage[10].